# Niederlichtenau (Pulsnitz)
Niederlichtenau ist eine Ortslage von Oberlichtenau, einem Ortsteil von Pulsnitz im Landkreis Bautzen in Sachsen.

## Geographie

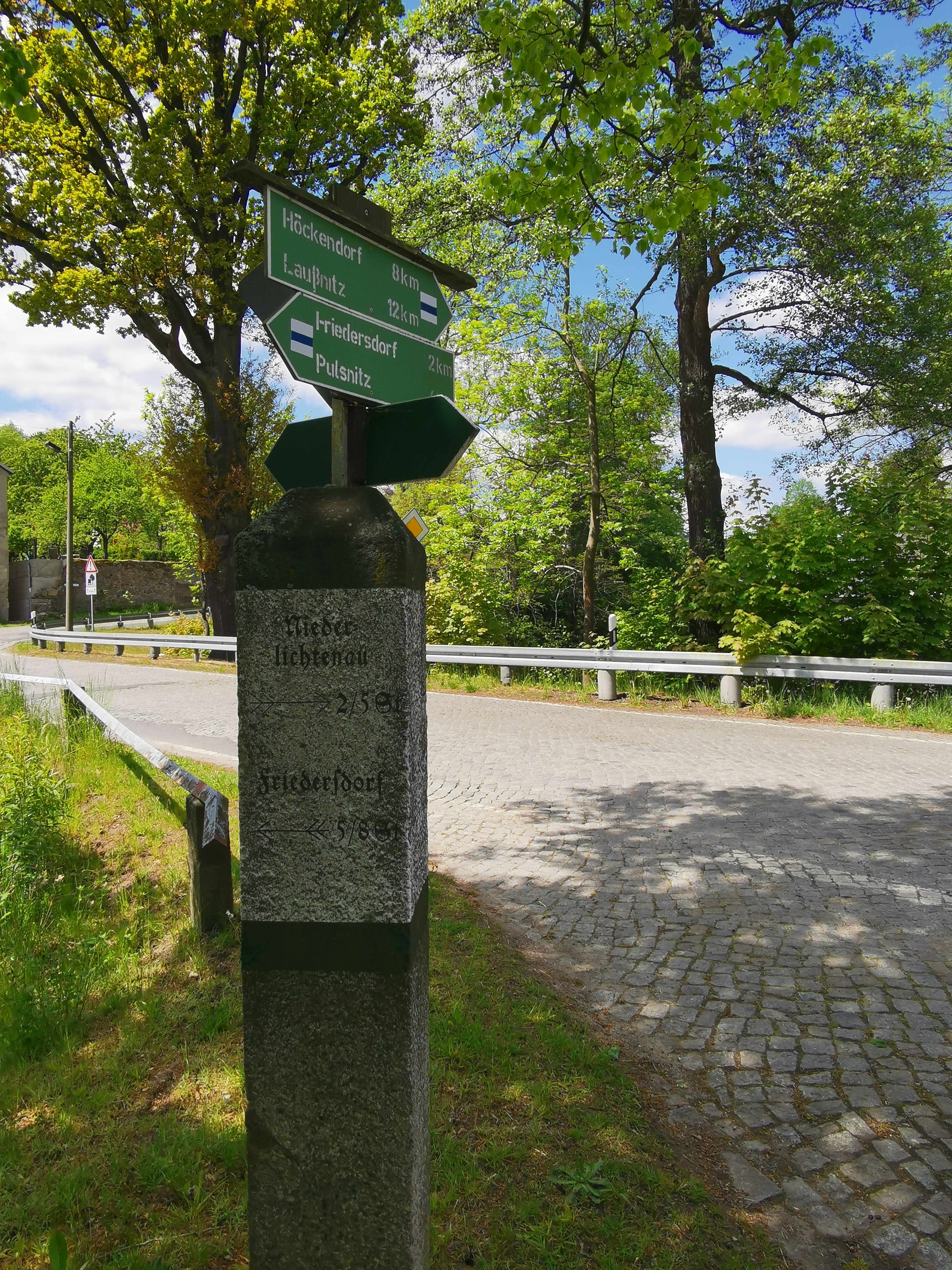
Wegstein in Oberlichtenau, der mit Niederlichtenau St. auf eine knappe halbe Stunde Fußweg hinweist

Die Gemarkung Niederlichtenau ist die nördlichste der Stadt Pulsnitz und liegt etwa 5,5 km nordnordwestlich des Stadtkerns an der nordwärts führenden Pulsnitztalstraße. Der Übergang zwischen Nieder- und Oberlichtenau wie auch zwischen Niederlichtenau und Reichenbach ist jeweils fließend. Die Gemarkung liegt nördlich von Oberlichtenau, wobei der Teil westlich der Pulsnitz (Meißner Seite) bis zum 413 m hohen Keulenberg reicht und größer ist als der östlich liegende (Oberlausitzer Seite). Mit 311 Hektar ist die Flur nicht einmal hab so groß wie die von Oberlichtenau.
In der westlich vergabelten Nebenstraße Niederlichtenauer Eck ist der Ortsname erhalten geblieben. 

## Geschichte
Der Ortsname Lichtenau ist im Jahr 1350 als Lichtenow und 1431 Lichtenaw urkundlich erwähnt. Kurz darauf finden sich Unterscheidungen in Ober- und Niederlichtenau, so 1438 und 1445/47 (Neder Lichtenawe). In dieser Zeit gab es in beiden Orten Vorwerke. Sie befanden sich in schönbergischem Besitz und die gemeinsame Verwaltung erfolgte anfangs von Niederlichtenau aus.
Die Pulsnitz stellte in jener Zeit die Grenze zwischen der westlich gelegenen Markgrafschaft Meißen und der östlich gelegenen Oberlausitz dar. Die heutige Bebauung der Pulsnitztalstraße liegt überwiegend im Meißnischen Teil, der 1445/47 der Pflege Radeberg und 1696 dem Amt Großenhain unterstand, während der Oberlausitzer Anteil dem Bautzener Kreis angehörte. Im Jahr 1843 unterstanden beide Anteile dem Amt Radeberg. Mit Einführung der Gerichtsämter unterstand Niederlichtenau ab 1856 dem Gerichtsamt Pulsnitz. Nach der Neustrukturierung der Gerichtsorganisation im Königreich Sachsen gingen die Verwaltungsbefugnisse 1874 an die Amtshauptmannschaft Kamenz über, die seit 1939 die Bezeichnung Landkreis Kamenz trug.
Eine Granitstele an der Ortsdurchfahrt nennt 8 Gefallene Niederlichtenauer des Ersten Weltkriegs. Im Zweiten Weltkrieg ließen 26 Einwohner aus Niederlichtenau ihr Leben.
Am 1. Juli 1950 schlossen sich Ober- und Niederlichtenau zusammen, die neue Gemeinde hieß anfangs Lichtenau, später wieder Oberlichtenau. Seit der Verwaltungsreform von 1952 und der Abschaffung der Länder in der DDR gehörte die Gemeinde zum neuen Kreis Kamenz im Bezirk Dresden.